# Jorky
Jorky, född 4 juni 1975, död natten mellan den 28 och 29 mars 1989, var en fransk varmblodig travhäst. Han tränades och kördes av Léopold Verroken.
Jorky tävlade mellan åren 1978–1984 och sprang in 8,8 miljoner franc efter att ha tagit 28 segrar på 58 starter. Han räknas som en av de främsta franska travhästarna genom tiderna. Han tog karriärens största seger i 1981 års upplaga av Elitloppet.
Han har även segrat i stora lopp som Critérium des 3 ans (1978), Prix Victor Régis (1978), Prix Phaeton (1979), Critérium des 4 ans (1979), Critérium Continental (1979), Prix de Croix (1979), Gran Premio delle Nazioni (1980), Prix de l'Atlantique (1980), Prix de l'Étoile (1980), Prix Marcel Laurent (1980), Prix de Bretagne (1981), Prix de Paris (1981), Prix René Ballière (1981), Copenhagen Cup (1981), Elite-Rennen (1981) och Challenge Cup (1981, 1982). Han har även kommit på andraplats i världens största travlopp Prix d'Amérique (1981, 1984).
Jorky dog av problem med magen natten mellan den 28 och 29 mars 1989.